# Едвард де Боно
Е́двард де Боно́ (19 травня 1933 — 9 червня 2021) — мальтійський та британський психолог, письменник, винахідник. Автор терміна «латеральне мислення», занесеного до Оксфордського словника англійської мови. Автор книги «Шість капелюхів мислення». Прихильник спеціального навчання мисленню (у вигляді окремого шкільного предмету).

## Біографія
Едвард Чарльз Френсіс Публій де Боно народився на Мальті 19 травня 1933 року. Здобув ступінь з медицини в Мальтійському університеті. Здобув ступінь магістра в галузі психології і фізіології у коледжі Крайст Черч в Оксфорді в Англії. Він також має ступінь доктора філософії і ступінь доктора філософії у галузі медицини Триніті-коледжу в Кембриджі, ступінь доктора дизайну Королівського Мельбурнського технологічного інституту, ступінь доктора юридичних наук університету Данді.
Обіймав посади на факультетах в університетах Оксфорду, Кембриджу, Лондону та в Гарвардському університеті. Він є професором Мальтійського університету, університету Преторії, Бірмінгемського міського університету та Дублінського міського університету. Був одним із 27 послів Європейського року креативності та інновацій (2009).
Є автором більш ніж 70 книг, що перекладені 38 мовами. Навчав власних методів мислення працівників урядових установ, корпоративних клієнтів (IBM, Nestle, British Airways, Ericsson, Siemens, Ford, Nokia, Bosch, Prudential, DuPont, Shell, McKinseys, Ciba-Geigy та ін.), організацій та фізичних осіб, особисто або публічно під час групових занять. Едвард де Боно заснував Всесвітній центр нового мислення, розташований на Мальті, який він описує як «інтелектуальний Червоний Хрест».
У 1967 році ввів термін «латеральне мислення», під яким розуміє специфічний процес обробки інформації, спрямований на зміну існуючої стереотипної моделі сприйняття навколишньої дійсності, створення нових альтернативних підходів до розв'язання проблеми. Саме латеральне мислення Едвард де Боно вважає основою креативності.
У 1995 році він створив футуристичний документальний фільм, «2040. Можливості Едварда де Боно» — лекцію, призначену для підготовки глядачів, що вийшли з кріогенного заморожування, до сучасного (2040) суспільства.
Школи з більш ніж двадцяти країн включили інструменти мислення де Боно до своїх навчальних програм.
Будучи переконаним, що основним способом досягнення прогресу людства є вдосконалення мови, у 2000 році він опублікував «The Edward de Bono Code Book» («Кодова книга Едварда де Боно»). У цій книзі де Боно пропонує набір нових слів на основі чисел, де кожне число являє собою поєднання корисної ідеї або ситуації, які наразі не мають єдиного слова для свого означення. Наприклад, код 6/2 означає «Дайте мені мою точку зору, і я дам вам свою точку зору». Код dBc 6/2 може бути використаний у ситуації, коли одна або обидві сторони у суперечці докладають недостатньо зусиль, щоб зрозуміти позиції одна одної.
Номінант на Нобелівську премію з економіки 2005 року.

## Окремі ідеї

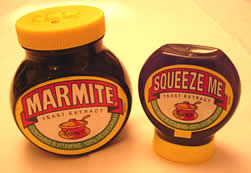
Паста Марміт

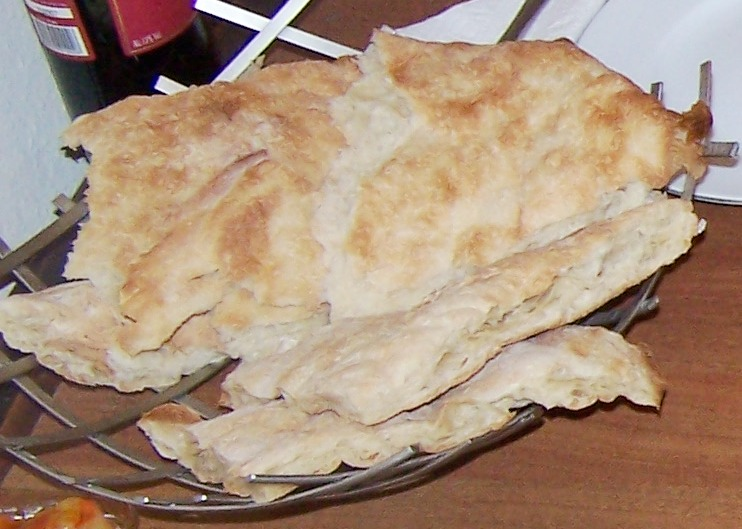
Лаваші

У 1999 році де Боно повідомив МЗС Великої Британії, що арабо-ізраїльський конфлікт може бути пов'язаний, зокрема, з низьким рівнем цинку, який зустрічається у людей, що їдять прісний хліб (наприклад, лаваші). Відомим побічним ефектом дефіциту цинку є агресія. Він запропонував постачати в регіон пасту Марміт для компенсації дефіциту цинку.

## Критика ідей де Боно
У книзі Handbook of Creativity (Посібник з творчості) Роберт Штернберг пише: «Не менш шкідливим для наукового вивчення творчості, на наш погляд, було захоплення цієї галузі в суспільній думці тими, кого можна віднести до прагматичного підходу. Прихильники цього підходу цікавляться насамперед розвитком творчості, в другу чергу — розумінням її природи, але майже зовсім не цікавляться перевіркою правильності своїх ідей з цього приводу». Штернберг продовжує: «Ймовірно, в першу чергу прихильником такого підходу є Едвард де Боно, чиї роботи про латеральне мислення та інші аспекти творчості досягли, як видається, значного комерційного успіху».
Frameworks For Thinking (Рамки для мислення) є оцінкою 42 популярних рамок (фреймворків) мислення, проведеного групою дослідників. Щодо Едварда де Боно вони пишуть: «[він] більше зацікавлений в успішній розробці ідеї, ніж у доказах надійності та ефективності свого підходу. Існує надто мало досліджень, які підтверджують, що загальне підвищення продуктивності мислення може бути спричиненим навчанням із використанням CoRT або методу Капелюхів Мислення. У перших оцінках CoRT повідомлялось про значні переваги цього методу для учнів з особливими освітніми потребами… Однак у більш недавньому дослідженні, проведеному на дітях австралійських аборигенів (Річі і Едвардс, 1996), це не підтвердилося».
Погляди де Боно на мову критикувалися окремими філологами (Марко Феррі, 1994), які стверджували, що точка зору де Боно на мову як найбільший бар'єр на шляху людського прогресу є поверхневою. Феррі стверджує, що причиною передачі застарілих ідей є відсутність у людей здатності до критичного мислення.

## Публікації
Список окремих книг де Боно:
- The Use of Lateral Thinking (1967) ISBN 0-14-013788-2, в цій книзі вперше використано термін «латеральне мислення»
- New Think (1967, 1968) ISBN 0-380-01426-2
- The Five-Day Course in Thinking (1968), в цій книзі була представлена L-гра ISBN 0-140-13789-0
- The Mechanism of the Mind (1969)
- Lateral Thinking: Creativity Step by Step (1970)
- The Dog-Exercising Machine (1970)
- Technology Today (1971)
- Practical Thinking (1971)
- Lateral Thinking for Management (1971)
- Po: A Device for Successful Thinking (1972), ISBN 0-671-21338-5, в цій книзі вперше використано термін «По»
- Children Solve Problems (1972) ISBN 0-14-080323-8
- Po: Beyond Yes and No (1973), ISBN 0-14-021715-0
- Eureka!: An Illustrated History of Inventions from the Wheel to the Computer (1974)
- Teaching Thinking (1976) ISBN 0-85-117085-4
- The Greatest Thinkers: The Thirty Minds That Shaped Our Civilization (1976), ISBN 0-399-11762-8
- Wordpower: An Illustrated Dictionary of Vital Words (1977)
- The Happiness Purpose (1977)
- Opportunities: A handbook for business opportunity search (1978)
- Future Positive (1979)
- Atlas of Management Thinking (1981)
- De Bono's Course in Thinking (1982)
- Tactics: The Art and Science of Success (1985)
- Conflicts: A Better Way to Resolve them (1985)
- Masterthinker's Handbook (1985)
- Six Thinking Hats (1985) ISBN 0-316-17831-4
- I Am Right, You Are Wrong: From This to the New Renaissance: From Rock Logic to Water Logic (1991) ISBN 0-670-84231-1
- Six Action Shoes (1991)
- Handbook for the Positive Revolution (1991) ISBN 0-14-012679-1
- Serious Creativity: Using the Power of Lateral Thinking to Create New Ideas (1992) ISBN 0-00-255143-8 — книга, в якій підсумовано багато ідей де Боно стосовно креативності
- Sur/Petition (1992) ISBN 0-88730-543-1
- Parallel thinking: from Socratic thinking to de Bono thinking (1994) ISBN 0-670-85126-4
- Teach Yourself How to Think (1995)
- Textbook of Wisdom (1996) ISBN 0-670-87011-0
- How to Be More Interesting (1998)
- Simplicity (1999)
- New Thinking for the New Millennium (1999)
- Why I Want To Be King of Australia (1999)
- How to Have A Beautiful Mind (2004)
- Six Value Medals (2005)
- H+ (Plus): A New Religion (2006)
- How to Have Creative Ideas (2007)
- Free or Unfree? : Are Americans Really Free? (2007) ISBN 1-59777-544-4
- Six Frames For Thinking About Information (2008)
- Think! Before It's Too Late (2009) ISBN 978-0-09-192409-6

Де Боно також є автором численних статей у журналах, серед яких The Lancet і Clinical Science.

## Вшанування пам'яті
На честь Едварда де Боно названий астероїд 2541 Едебоно, відкритий чехословацьким астрономом Любошем Когоутеком 27 лютого 1973 року.